# هناء الصافي
هناء الصافي (1936 - 22 مايو 2022) مغنية لبنانية، وشقيقة الفنان وديع الصافي.

## حياتها
ناديا بشارة يوسف فرنسيس ولدت سنة 1936 بنيحا الشوف، وهي شقيقة الفنان وديع الصافي.
صاحبة العديد من الأغاني الصغيرة، لقبت بـ مطربة المغتربين.
لاقت هناء الكثير من التكريمات في لبنان وبلاد الاغتراب، كانت من رواد الأغنية في الستينات والسبعينات من القرن الماضي.

## أشهر أغانيها
- طير الطاير من عنا
- حلوين عيونك يا شب
- شيخ الشباب
- يا بيتي يا بويتاتي
- بالطائرة والبابور